# Woestijnruiters
Woestijnruiters was een praatprogramma op de VARA-televisie, in het seizoen 2005-2006 gepresenteerd door Jeroen Pauw en Paul Witteman. Eindredacteur was Geralt Lammers.
In Woestijnruiters werden mensen uit het nieuws en politici geïnterviewd. Het programma werd eenmaal per week op zondag uitgezonden. Vanaf het seizoen 2006-2007 werd het programma opgevolgd door een dagelijks praatprogramma, Pauw & Witteman.